# Lower Hutt
Pour les articles homonymes, voir Hutt.
Lower Hutt (en maori de Nouvelle-Zélande : Awakairangi) est une ville de la région de Wellington, à la pointe sud de l'île du Nord de la Nouvelle-Zélande. Elle est la dixième ville du pays de par sa population.
Son conseil municipal a pris le nom de Hutt City Council, mais ce nom n'est pas reconnu des autorités géographiques officielles néo-zélandaises parce qu'il fait confusion avec la ville voisine de Upper Hutt.

## Géographie
La ville est située dans la partie méridioniale de la vallée du Hutt, au nord-est de Wellington. Cette vallée s'élargit près de son embouchure, formant un triangle où se situe Lower Hutt. Au nord cette vallée est cernée des monts Western et Eastern Hutt, formant ainsi la gorge de Taita, qui sépare Lower Hutt de Upper Hutt.
Lower Hutt inclut quelques petites villes s'étendant sur la côte est du port de Wellington, y inclus les deux plus grandes, Wainuiomata et Eastbourne. Elle abrite également des régions peu peuplées situées à l'est du port, de Pencarrow Head aux monts Rimutaka (où se trouve le parc forestier du Rimutaka), ainsi que les îles de la baie, dont l'île Matiu/Somes.
On vit la construction de levées le long du fleuve Hutt pendant le XXe siècle, mais le risque d'inondation persiste. Il y eut une grande inondation en 1985, mais depuis elles ont été plus petites. Les rives du fleuve sont aménagés en tant que parc sur une longueur d'environ 10 km.
Les banlieues (suburbs) de Lower Hutt sont Avalon, Belmont, Boulcott, Epuni, Fairfield, Harbour View, Kelson, Manor Park, Melling, Naenae, Pomare, Stokes Valley, Taita, Tirohanga, et Wingate au nord, Alicetown, Ava, Gracefield, Korokoro, Maungaraki, Moera, Normandale, Petone, Waiwhetu, Waterloo et Woburn au sud, et Days Bay, Eastbourne, Homedale, Lowry Bay, Muritai, Point Howard, Rona Bay, Seaview et Wainuiomata à l'est.

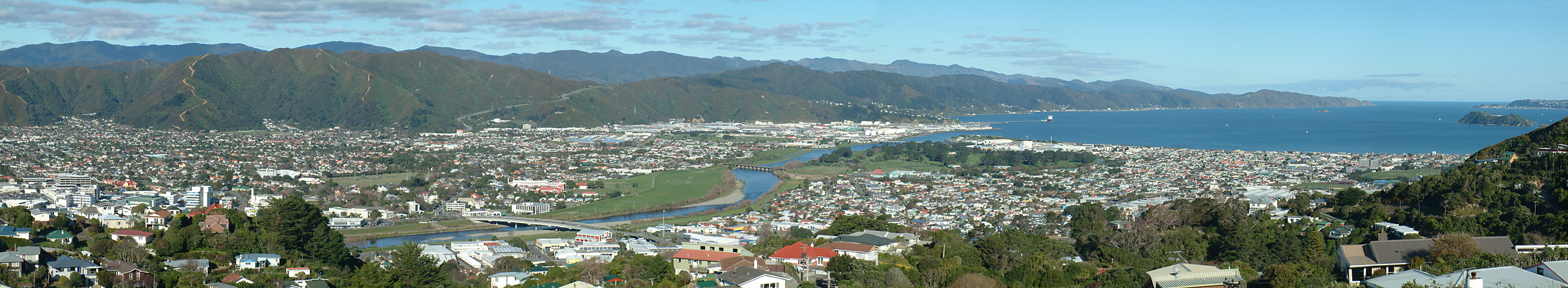
Vue générale de Lower Hutt

## Histoire
La vallée du Hutt fut, avant l'arrivée des Européens, une forêt dense avec des marais près de l'embouchure fu fleuve. Les Maori habitaient la région, et on sait qu'il existait une pa de part et d'autre de la plage de Petone.
La New Zealand Company y envoie le navire Tory en 1839 ; William Wakefield négocie avec les chefs des iwi locaux. Le premier navire à y arriver plein de colons est l'Aurora, le 22 janvier 1840. On construit une petite colonie appelée Britannia près de l'embouchure du Hutt. Les colons y fondent le premier journal et la première banque du pays.
La ville tient son nom actuel du fleuve, lui-même à son tour nommé en honneur du membre fondateur et directeur de la New Zealand Company, Sir William Hutt.
Peu de mois après la colonisation initiale il y eut une inondation, forçant les colons à déménager leur petite colonie à Thorndon, en ce qui est aujourd'hui le centre-ville de Wellington ; certains restèrent toutefois au nord du port.
En 1846 on vit des conflits armés entre les colons et les Maori. En 1855 un fort séisme soulève une partie de la vallée du Hutt près de son embouchure, permettant l'élimination de quelques marais.
L'arrivée en 1874 d'une ligne ferroviaire liant Lower Hutt à Wellington mène à la croissance rapide de la population et de l'économie de la région.

## Économie
Petone et ses environs abritent historiquement des entreprises de l'industrie légère et peu d'industrie lourde. Toutefois, une ancienne carrière, celle de Dry Creek près de Taita, a été utilisée en tant que lieu de tournage pour les films du Seigneur des anneaux, de Peter Jackson.

## Personnalités liées à la ville
- Tana Umaga (1973), joueur de Rugby à XV.
- Jonathan Hunt (1938-2024), homme d'État néo-zélandais.

## Faune et flore
Des collines allant jusqu'à 350 m de haut entourent la vallée ; celles à l'ouest sont peuplées, mais celles de l'est sont protégées et recouvertes de flore native, particulièrement d'ajonc. On voit souvent des oiseaux endémiques à Nouvelle-Zélande, dont le kereru, le tui, des rhipidures, des zostéropidés, des cuculidés, et le mopoke. Parmi les espèces non-natives on peut voir le merle noir, la grive musicienne, le moineau, des chardonnerets, le pinson des arbres, des sturnidés, et des pies.

## Villes jumelées
- Minō (en) (Japon)
- Taizhou (Chine)
- Tempe (États-Unis)
- Xian (Chine)[2]